# Guadacanal Campaign
Guadacanal Campaign est un jeu vidéo de type wargame créé par Gary Grigsby et publié par Strategic Simulations en 1982 sur Apple II. Le jeu retrace la campagne des îles Salomon de la Seconde Guerre mondiale,. Il propose deux campagnes, qui retracent la bataille de Guadalcanal, ainsi que trois scénarios individuels qui simulent respectivement la bataille de la mer de Corail, la bataille des Salomon orientales et la bataille des îles Santa Cruz. Le jeu peut se jouer à deux, ou seul contre l’ordinateur, et propose quatre niveaux de difficulté. Les affrontements impliquent aussi bien des unités terrestres et aériennes que des unités navales, dont des navires amphibies et des sous-marins.
Après avoir terminé Guadacanal Campaign, Gary Grigsby s’appuie sur son moteur de jeu pour en créer deux suites : Bomb Alley et North Atlantic '86. La première, publiée par Strategic Simulations en 1982, adapte son système de jeu au théâtre méditerranéen de la Seconde Guerre mondiale. La seconde, publiée par Strategic Simulations en 1983, transpose le système de ses prédécesseurs à un conflit hypothétique dans l’océan Atlantique entre l’OTAN et l’URSS qui, après avoir envahi l’Allemagne et la Scandinavie planifie l’attaque du Royaume-Uni. Guadacanal Campaign marque ainsi le début d'une longue collaboration entre Strategic Simulations et Gary Grigsby qui travaille comme développeur indépendant sous contrat avec l'éditeur pendant plusieurs années. Dans ce cadre, il développe au total 23  wargames, tous publiés par Strategic Simulations, dont notamment Kampfgruppe (1985), U.S.A.A.F. (1985), Gary Grigsby's Pacific War (1992) et Steel Panthers (1995) qui, avec 85 000 exemplaires vendus, est un de ses plus gros succès.

## Système de jeu
Guadacanal Campaign propose deux campagnes, une longue et une courte, ainsi que trois scénarios individuels. La campagne la plus longue permet de simuler la totalité de la bataille de Guadalcanal, entre le 7 août et le 31 décembre 1942. La campagne courte simule une fraction de celle-ci, entre le 1er octobre et le 31 décembre. De leur côté, les trois scénarios individuels simulent respectivement la bataille de la mer de Corail, la bataille des Salomon orientales et la bataille des îles Santa Cruz. Le jeu peut se jouer à deux, ou seul contre l’ordinateur. Il propose quatre niveaux de difficulté. Le niveau un est le plus difficile, le niveau quatre le plus facile et le niveau trois peut être considéré comme celui qui correspond le mieux à la réalité historique du conflit. L’augmentation du niveau de difficulté joue principalement sur la chance de succès des attaques menées par les forces japonaises.
Le jeu se déroule au tour par tour. Chaque tour est divisé en plusieurs séquences. Le camp américain peut d’abord ajuster ses forces opérationnelles, puis donner ses ordres de mouvement. Le japonais peut ensuite faire de même, puis lancer ses opérations aériennes avant que le camp américain ne lance les siennes. Vient ensuite la résolution des combats et la gestion des renforts, des remplacements, des réparations et enfin la phase qui permet de sauvegarder la partie. La phase d’ajustement permet de mettre en formation, de combiner ou de diviser des forces opérationnelles. Elle permet également de charger les cargos et d’entrainer leurs pilotes. Elle permet enfin de consulter le statut des renforts, l’affichage d’un groupe aérien, l’affichage de la carte, la liste des navires coulés et le statut des unités. La phase de mouvement permet au joueur de déplacer ses unités, chaque déplacement coûtant un certain nombre de points de mouvements. La phase des opérations aériennes permet d’assigner des missions aux forces aériennes comme patrouiller, rechercher les navires ou les sous-marins ennemis, lancer une attaque, préparer une contre-offensive ou transférer des avions. La résolution des combats prend ensuite entre 20 secondes et quelques minutes, en fonctions du nombre d’évènements à gérer. La phase de gestion des renforts, de remplacement et de réparation qui se déroule ensuite est une phase de comptabilité qui est également géré automatiquement par l’ordinateur. Elle dure généralement entre 20 et 30 secondes.

## Développement

### Conception et programmation
Guadacanal Campaign est développé par Gary Grigsby. L’idée du jeu lui vient d’un jeu de guerre sur table, Solomons Campaign de SPI, auquel il joue avec un ami pendant plusieurs semaines. S’il n’en apprécie pas les règles confuses et le fastidieux travail de comptabilité associé à la résolution des combats, il est en effet fasciné par l’idée d’un jeu qui simule l’ensemble d’une campagne, avec des interactions entre des unités terrestres, aériennes, navales et sous-marines. Il envisage donc d’en tirer un jeu sur ordinateur, qui aurait l’avantage de simuler la campagne de manière encore plus détaillée tout en pouvant gérer les règles et la résolution des combats à la place des joueurs. Pendant les six mois suivant, il réfléchit à ce sujet et bidouille de temps en temps les sous-programmes et les listes de variables qui lui semblent nécessaire pour créer un tel jeu. En décembre 1981, l’idée prend véritablement forme et il commence alors sérieusement à travailler sur son projet. Terminer la première version du jeu lui demande environ un mois de travail : une semaine pour esquisser le programme sur papier ; une semaine pour faire des recherches sur les armées impliquées dans la campagne ; une semaine pour transcrire le programme et les données sur ordinateur et enfin une semaine pour faire fonctionner l’ensemble. Pour ses recherches sur le contexte historique de la campagne des îles Salomon, il est aidé par un de ses amis, Allyn Nevitt, un spécialiste de la marine impériale japonaise. Celui-ci lui donne accès à sa documentation personnel qui lui permet de récupérer les informations nécessaires pour caractériser les 293 navires du jeu. Il lui compile également une liste des destroyers japonais ayant participé à la campagne en précisant leur date d’arrivé sur le théâtre des opérations. Début janvier, Gary Grigsby termine de corriger les derniers bugs de son programme et peut ainsi commencer à l’essayer. Le jeu est composé d’un programme en Basic, de 109 secteurs de long, et d’un fichier de données, de 52 secteurs de long. Dans les mois qui suivent, il ajoute de nouvelles routines pour simuler les batailles la bataille de la mer de Corail, la bataille des Salomon orientales, la bataille des îles Santa Cruz et la bataille de Guadalcanal. Ces programmes additionnels provoquent la première erreur de dépassement de mémoire du jeu, qu’il corrige en condensant le programme du jeu. La limite de mémoire l’empêche cependant de continuer à développer le jeu. Il arrête alors le développement de Guadacanal Campaign mais pas celui de son système de jeu. Après deux semaines de recherche et de programmation, il parvient ainsi à adapter le système développé pour Guadacanal Campaign au théâtre méditerranéen des opérations et baptise ce nouveau jeu Malta Convoy.

### Recherche d’un éditeur
Si Gary Grigsby a programmé plusieurs wargames depuis qu’il a acheté son premier ordinateur en mai 1979, il n’en a encore publié aucun et il n’a aucune idée de quels éditeurs seraient intéressé pour acheter et promouvoir les jeux qu’il développe. Il sait que Strategic Simulations et Avalon Hill développent et publient des jeux similaires, mais ce sont pour lui deux entreprises anonymes, situées très loin de chez lui. La situation change cependant en février 1982. Le 9 février, il achète en effet le jeu Torpedo Fire, publié par Strategic Simulations, et passe sa nuit à y jouer. Il est cependant frustré par un bug de la fonctionnalité de sauvegarde de celui-ci est appel donc l’éditeur pour se plaindre de ce problème. Il entre ainsi en contact avec Joel Billings et, après que celui-ci ai résolu son problème, il lui explique qu’il développe des wargames et lui demande s'il serait intéressé. Il apprend alors que 75 % des jeux publiés par le studio sont développés par des indépendants et qu’ils étudient avec attention les wargames qui leur sont proposés. Joel Billings lui explique également que le studio utilise un disk operating system personnalisé (RDOS) qui utilise 4k de mémoire en moins et dont le chainage est trois fois plus rapide. Après s’être renseigné sur le chainage, il l’utilise dans son programme, ce qui lui permet de s’affranchir de la limite de 48k qui a stoppé son développement pour lui permettre d’écrire un programme de 100k, voir de 200k. Sans prendre le temps de peaufiner le jeu, il l’envoi ensuite à SSI. Après l’avoir reçu, Joel Billings se montre très enthousiaste à son sujet mais suggère plusieurs améliorations, dont le passage à des graphismes haute-résolution et l’ajout de la possibilité de jouer seul contre l’ordinateur, comme c’est le cas pour tous les jeux Strategic Simulations.

### Améliorations
Réaliser le jeu en haute résolution se révèle problématique car cela nécessiterait de le découper en de multiples sous-programmes et en ayant encore plus recours au chainage. S’il comprend que l’aspect visuel du jeu serait ainsi grandement amélioré, il considère que les graphismes ne jouent qu’un rôle secondaire dans son jeu et il ne souhaite pas réécrire entièrement le programme. Il partage donc son analyse avec Strategic Simulations qui se range finalement à son avis. L’éditeur se montre en revanche intransigeant sur l’option du jeu en solitaire et Gary Grigsby se lance alors dans la programmation d’une intelligence artificielle, qui lui demande une semaine de travail acharnée. Il se consacre ensuite à l’écriture du manuel du jeu, qui lui demande deux semaines supplémentaires de travail. Lorsque celui-ci est terminé, le jeu est envoyé à des testeurs indépendants. Ces derniers font de nombreuses suggestions : 60 % d’entre-elles donnent lieu à des modifications du programme et 20 % ne sont finalement pas prise en compte du fait d’impossibilité lié à la programmation.  La dernière demande de Strategic Simulations concerne l’ajout d’une courte campagne dans le jeu, couvrant la période entre le 1er octobre et le 31 décembre 1942. Cet ajout n’est pas en soi problématique mais la disquette du jeu est alors déjà pleine. Pour gagner de la place, il réorganise donc entièrement la base des données du jeu afin que les campagnes du jeu partagent les mêmes données. Après quelques modifications de dernières minutes, le jeu est officiellement terminé, à temps pour la convention Origins 82 organisé à Baltimore en juillet.

## Accueil

### Critiques
| Guadacanal Campaign |      |       |
| Média               | Nat. | Notes |
| Tilt                | FR   | 5/6   |

Pour le journaliste Richard Charles Karr, du magazine Computer Gaming World , Guadacanal Campaign marque les débuts de Strategic Simulations dans le domaine des wargames sur ordinateur à grande échelle destinés aux puristes du genre, qu’il désigne sous le terme « monster games ». Il note en effet que si le jeu se limite à une seule zone stratégique, il tente de présenter tous les aspects importants de la campagne des îles Salomon. Il le compare notamment aux jeux de guerre sur table qui couvrent la même campagne, pour conclure qu’il représente une « tentative sérieuse » de proposer une simulation qui bénéficie « d’une conception et d’un réalisme à l'état de l'art ». Il note néanmoins quelques manques au niveau de ses mécanismes de jeu, comme l’absence d’une option permettant de réduire la vitesse des navires pour économiser du carburant. Concernant son gameplay, il juge le jeu « rapide » et son interface « conviviale ». Il estime cependant que pour comprendre et maitriser son système de jeu, il est nécessaire de s’entrainer sur les scénarios courts pendant un certain temps. Globalement, il considère Guadacanal Campaign comme une tentative honnête et décemment réaliste de proposer une simulation historique qui soit également amusante. Dans un article ultérieur du même magazine, Stephen Van Osdell est encore plus enthousiaste. Bien qu’il regrette l’absence de certaines options, il considère en effet Guadacanal Campaign comme un « excellent jeu » qu’il juge « indispensable » pour tous les wargamers pour qui il « justifie à lui seul l’achat d’un ordinateur ». Il le décrit notamment comme étant le jeu qu’il « attendait depuis longtemps » et espère donc qu’il sera apprécié et qu’il motivera d’autres programmeurs et éditeurs à produire des jeux du même type et tout aussi complexe.

### Ventes
À sa sortie, Guadacanal Campaign rencontre un certain succès commercial, avec environ 3 500 copies vendues, les fans saluant son réalisme historique et son attention portée aux détails.

### Rétrospectives
Dans une rétrospective consacrée aux wargames publiés en 1993 dans Computer Gaming World, le journaliste Evan Brooks le désigne comme étant « peut être le premier monster wargame sur ordinateur », c’est-à-dire le premier wargame à grande échelle couvrant l’ensemble des facteurs d’une campagne. Il juge cependant qu’il le fait d’une « manière fastidieuse » et note que la campagne des îles Salomon a, depuis la sortie du jeu, été couverte par d'autres simulations, plus récentes, comme Gary Grigsby's Pacific War.

## Postérité
Après avoir terminé Guadacanal Campaign, Gary Grigsby s’appuie sur son moteur de jeu pour en créer deux suites. Il commence à développer la première début 1982, alors que le développement de Guadacanal Campaign est dans une impasse du fait du manque de mémoire disponible pour l’améliorer. Il n’arrête cependant pas de développer son moteur de jeu et après deux semaines de recherche et de programmation, il termine de transposer son système au théâtre méditerranéen de la Seconde Guerre mondiale. Initialement baptisé Malta Convoy, le jeu est finalement publié sous le titre Bomb Alley par Strategic Simulations en décembre 1982 sur Apple II,. La seconde, baptisée North Atlantic '86 et publiée en 1983, transpose le système de jeu de ses prédécesseurs à un conflit hypothétique dans l’océan Atlantique entre l’OTAN et l’URSS qui, après avoir envahi l’Allemagne et la Scandinavie, planifie l’attaque du Royaume-Uni.
Plus globalement, Guadacanal Campaign marque le début d'une longue collaboration entre Strategic Simulations et Gary Grigsby qui va ainsi travailler comme développeur indépendant sous contrat avec l'éditeur pendant plusieurs années. Dans ce cadre, il développe au total 23 wargames dont notamment Kampfgruppe (1985), U.S.A.A.F. (1985), Gary Grigsby's Pacific War (1992) et Steel Panthers, tous publiés par Strategic Simulations. Ce dernier, publié en septembre 1995, est un de ses plus gros succès avec plus de 85 000 exemplaires vendus. 